# Karl Zischek
Karl Zischek (28 de agosto de 1910 – 6 de octubre de 1985) fue un futbolista austríaco. Formó parte del famoso Wunderteam austriaco que disputó la Copa Mundial de Fútbol de 1934. Jugó durante toda su carrera como delantero en el SC Wacker Wien.